# АЭС Троян
АЭС Троян (англ. Trojan Nuclear Power Plant) — выведенная из эксплуатации атомная электростанция на северо-западе США.  
Станция расположена на берегу реки Колумбия в округе Колумбия штата Орегон, в 70 километрах от Портленда.
Строительство Троянской АЭС началось в 1970 году, а 20 мая 1976 года первый и единственный реактор станции был запущен. Тип установленного реактора — PWR. Мощность АЭС Троян составляла 1 130 МВт. Атомная станция проработала вплоть до 1992 года, когда была окончательно остановлена. В 2006 году станция была окончательно снесена. Облученное ядерное топливо будет вывезено к 2024 году – на этом закончится закрытие АЭС Троян. Таким образом Троянская атомная электростанция стала одной из первых закрытых АЭС США.

Демонтаж градирни

Ресурсной датой работы реактора АЭС Троян являлся 2011 год, тем не менее, как уже было сказано выше, он был остановлен еще в 1992 году после референдума штата. Еще в 1977 и 1978 году возле станции проходили многочисленные акции протеста. Все происходило из-за того, что при создании АЭС строители допустили ряд ошибок в проектировании, в результате уже в 1978 году станция была остановлена для устранения недоработок по сейсмоустойчивости.
Примечательным фактом АЭС Троян является то, что автор мультсериала Симпсоны Мэтт Гроунинг провел своё детство в её окрестностях и считается, что именно Троянская АЭС с её многочисленными нарушениями безопасности стала прототипом Спрингфилдской АЭС из Симпсонов.

## Инциденты
9 марта 1985 года на станции Троян при полной мощности реактора произошла остановка паровой турбины, по причине ложного срабатывания датчиков вибрации. Это привело к значительному росту давления и разрушению напорной трубы дренажного насоса. В результате произошел выброс пароводяной смеси с температурой в 178 градусов по Цельсию на высоту почти 15 метров. Последующие проверки показали износ стенок трубы с исходных 9,5 мм до 2,5 мм. В дальнейшем аналогичные проблемы износа наблюдались и с трубками парогенератора.

## Информация об энергоблоках
| Энергоблок | Тип реакторов | Мощность | Мощность | Начало строительства | Физпуск    | Подключение к сети | Ввод в эксплуатацию | Закрытие   |
| Энергоблок | Тип реакторов | Чистый   | Брутто   | Начало строительства | Физпуск    | Подключение к сети | Ввод в эксплуатацию | Закрытие   |
| ---------- | ------------- | -------- | -------- | -------------------- | ---------- | ------------------ | ------------------- | ---------- |
| Троян      | PWR           | 1095 МВт | 1155 МВт | 01.02.1970           | 15.12.1975 | 23.12.1975         | 20.05.1976          | 09.11.1992 |